# Oxypoda glenorae
Oxypoda glenorae är en skalbaggsart som beskrevs av Thomas Casey 1893. Oxypoda glenorae ingår i släktet Oxypoda och familjen kortvingar. Inga underarter finns listade i Catalogue of Life.